# Імперська дорога

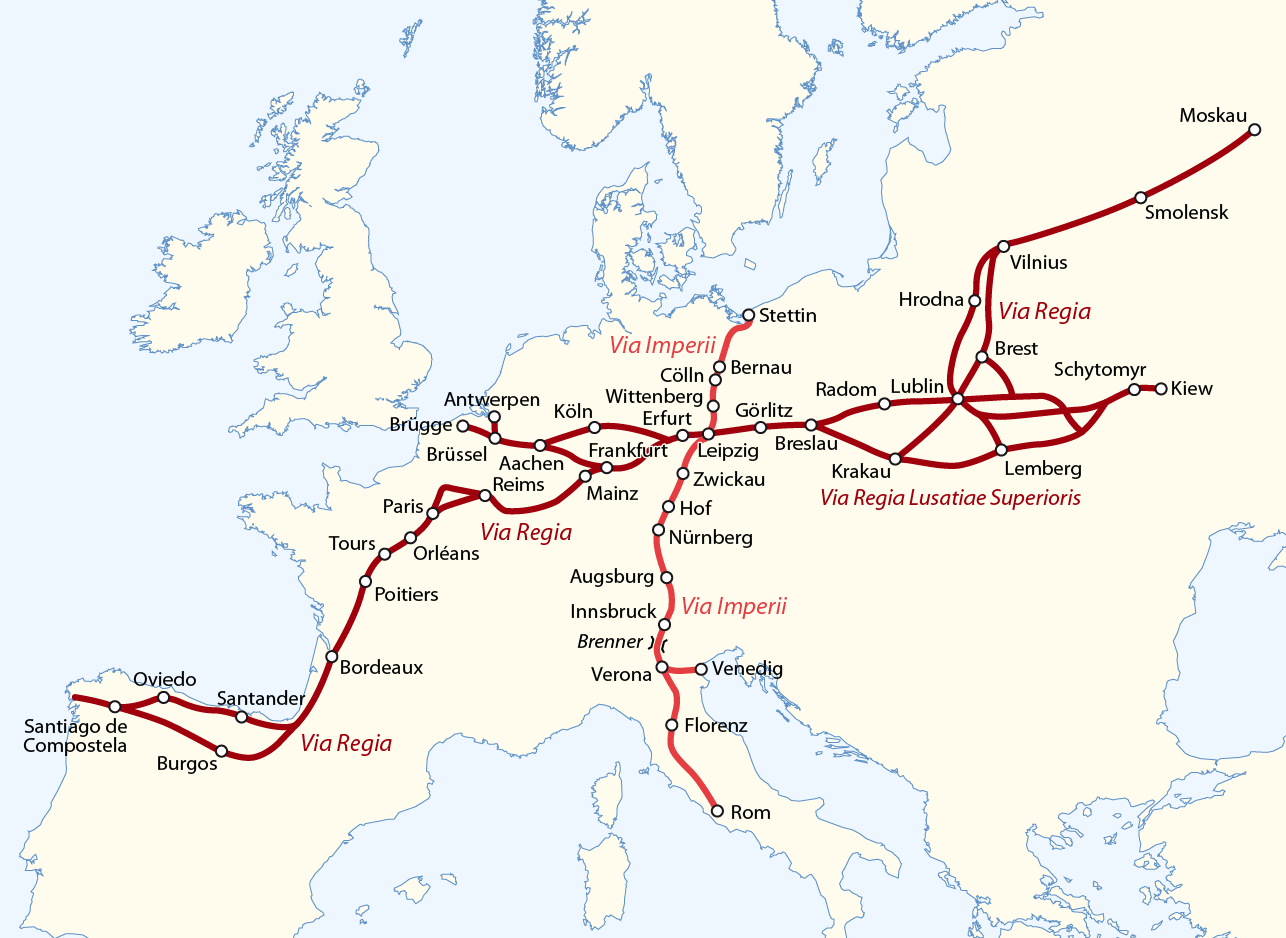
Via Imperii та Via Regia

Імперські дороги (нім. Reichsstraße) — у середньовіччі це визначені маршрути в Священній Римській імперії, які забезпечували захист мандрівникам в обмін на мито, стягнене для імператора.
Імперська дорога переходила під королівську юрисдикцію (Königsbann), і мандрівники отримували захист Земського миру, закону, який мав забезпечити мир і безперешкодний прохід, подібний до миру королеви. З Х століття його також поширили на мости та пороми. За часів короля Генріхом I Птахолова термін Імперська дорога (des riches strâze середньоверхньонімецькою) був вперше використаний як переклад strata imperialis.
Відповідно до законодавства Карла Великого, заснованого на галльському публічному праві, утримання доріг, відповідальність за транспортну інфраструктуру та безпеку були частиною обов'язків і привілеїв короля, його «регалій». Натомість король отримував податки. Виконання цих обов'язків він поклав на правителів територій, через володіння яких проходили дороги. Лист про безпечну поведінку (tote Geleit) або озброєний супровід (lebende Geleit) забезпечували безпеку мандрівників. Супровід надавався в певних випадках, з яких найважливішими були поїздки на вибори та коронацію римсько-німецьких королів та імператорів, тоді як поїздки на ярмарки та ринки були найпоширенішими.
Важливими імперськими дорогами були Via Imperii з півночі на південь і Via Regia зі сходу на захід, що зустрічалися в Лейпцигу, а також Via Carolina від імперського міста Нюрнберг до Праги, заснована імператором Карлом IV, Гелльвег, Бургундський шлях та Італійський шлях / Via Francigena.